# Nora England
Nora Clearman England (8 de noviembre de 1946-26 de enero de 2022) fue una lingüista y mayista estadounidense, profesora de la Universidad de Texas en Austin.

## Biografía
Estudió y obtuvo su doctorado en la Universidad de Florida. Fue también profesora en la Universidad de Iowa.
Condujo un taller en Iximché, yacimiento arqueológico en el altiplano de Guatemala, en el que participaron otros importantes mayólogos como Linda Schele y Nicolás Grube.
England fue directora fundadora del Centro de Lenguas Indígenas de América Latina.

## Obra
- (en inglés) "Issues in comparative argument structure analysis in Mayan narratives'", Preferred argument structure: grammar as architecture for function, Editors John W. Du Bois, Lorraine Edith Kumpf, William J. Ashby, John Benjamins Publishing Company, 2003, ISBN 978-90-272-2624-2
- (en inglés) "Mayan efforts toward language preservation", Endangered languages: language loss and community response, Editors Lenore A. Grenoble, Lindsay J. Whaley, Cambridge University Press, 1998, ISBN 978-0-521-59712-8
- (en inglés) "Control and Complementation at Kusaal", Current approaches to African linguistics, Volume 4, Editor David Odden, Walter de Gruyter, 1987, ISBN 978-90-6765-312-1
- (en inglés) A grammar of Mam, a Mayan language, University of Texas Press, 1983, ISBN	9780292727267
- (en inglés) "Space as a Mam Gramatical Theme", Papers in Mayan linguistics, Editor Nora C. England, Dept. of Anthropology, University of Missouri-Columbia, 1978, ISBN 978-0-913134-87-0

## Reconocimientos
- 1993 MacArthur Fellows Program